# Губернская реформа Екатерины II
Губернская (областная) реформа Екатерины II — административно-территориальное и социальное преобразование провинциального управления в наместничествах, проходившее в Российской империи в 1775—1796 годах.
Была продолжением Петровской реформы начала XVIII века. Заложила систему управления и губернского деления государства, во многом просуществовавшую без изменений до его распада в 1917 году.

## Цели
Ставила своими целями усиление правительственного административно-полицейского контроля на местах; введение нового административно-территориального деления, в том числе в связи с расширением территории России; создание новых учреждений и модернизацию сословно-социальных отношений.

## Проведение
В изданном в 1775 году «Учреждении для управления губерний», вводившемся в течение 21 года, определялся новый порядок провинциального управления. Реформа началась с Тверской губернии и закончилась в 1796 году учреждением Виленской губернии.
В 1782 году реформа была распространена и на Малороссию, где незадолго до этого Екатерина II упразднила гетманство.

## Результаты
Количество губерний было увеличено с 23 до 50 губерний и наместничеств. Каждую губернию возглавил губернатор, наместничество — наместник или генерал-губернатор. Губернии и наместничества были разделены на уезды во главе с капитан-исправниками. Города стали особыми административными единицами во главе с городничими, или комендантами. В обеих столицах, Санкт-Петербурге и Москве, во главе администрации были поставлены обер-полицмейстеры.
Была создана более единообразная и стройная бюрократическая система.
К концу царствования Екатерины II Россия делилась на 48 наместничеств, 2 губернии (Московскую и Санкт-Петербургскую) и 1 область (Таврическую).
Реформа провинциального управления, начатая Петром Великим, была выведена из хаотического состояния и закончена.
Указом Павла I 1796 года в систему был внесён ряд изменений: все наместничества были переименованы в губернии, а их количество, как и уездов, снизилось — с 51 до 42. Начиная с 1801 года Александром I были восстановлены многие положения реформы Екатерины.
Порядок управления губерниями, созданный Екатериной II, в общем сохранился почти без изменений до падения Российской империи.

## Уездные города
В ходе реформы 165 сельских населённых пунктов были преобразованы в города, которые стали центрами новообразованных уездов.
Список уездных городов к концу царствования Екатерины II (жёлтым цветом выделены города, утратившие этот статус к настоящему времени):

### Архангельское наместничество
| Город       | Современный статус                      | Примечания                                        |
| ----------- | --------------------------------------- | ------------------------------------------------- |
| Архангельск | Город в Архангельской области, Россия   |                                                   |
| Кола        | Город в Мурманской области, Россия      |                                                   |
| Мезень      | Город в Архангельской области, Россия   | Получил статус города в ходе реформы Екатерины II |
| Онега       | Город в Архангельской области, Россия   | Получил статус города в ходе реформы Екатерины II |
| Пинега      | Посёлок в Архангельской области, Россия | Получил статус города в ходе реформы Екатерины II |
| Холмогоры   | Село в Архангельской области, Россия    |                                                   |
| Шенкурск    | Город в Архангельской области, Россия   | Получил статус города в ходе реформы Екатерины II |

### Брацлавское наместничество
| Город    | Современный статус                        | Примечания                                        |
| -------- | ----------------------------------------- | ------------------------------------------------- |
| Бершадь  | Город на Украине                          |                                                   |
| Брацлав  | Пгт на Украине                            |                                                   |
| Винница  | Город на Украине                          |                                                   |
| Гайсин   | Город на Украине                          |                                                   |
| Липовец  | Город на Украине                          | Получил статус города в ходе реформы Екатерины II |
| Литин    | Пгт на Украине                            |                                                   |
| Махновка | Село на Украине                           | Получил статус города в ходе реформы Екатерины II |
| Могилёв  | Ныне Могилёв-Подольский. Город на Украине | Получил статус города в ходе реформы Екатерины II |
| Пятигоры | Село на Украине                           | Получил статус города в ходе реформы Екатерины II |
| Сквира   | Город на Украине                          |                                                   |
| Тульчин  | Город на Украине                          |                                                   |
| Хмельник | Город на Украине                          |                                                   |
| Ямполь   | Город на Украине                          | Получил статус города в ходе реформы Екатерины II |

### Виленское наместничество
| Город    | Современный статус            | Примечания                                        |
| -------- | ----------------------------- | ------------------------------------------------- |
| Видзы    | Пгт в Белоруссии              | Получил статус города в ходе реформы Екатерины II |
| Вилкомир | Ныне Укмерге. Город в Литве   |                                                   |
| Вильно   | Ныне Вильнюс. Столица Литвы   |                                                   |
| Ковно    | Ныне Каунас. Город в Литве    |                                                   |
| Ошмяны   | Город в Белоруссии            | Получил статус города в ходе реформы Екатерины II |
| Поневеж  | Ныне Паневежис. Город в Литве |                                                   |
| Россиена | Ныне Расейняй. Город в Литве  |                                                   |
| Свенцяны | Ныне Швенчёнис. Город в Литве |                                                   |
| Тельш    | Ныне Тельшяй. Город в Литве   |                                                   |
| Троки    | Ныне Тракай. Город в Литве    |                                                   |
| Шавли    | Ныне Шяуляй. Город в Литве    |                                                   |

### Владимирское наместничество
| Город                | Современный статус                    | Примечания                                        |
| -------------------- | ------------------------------------- | ------------------------------------------------- |
| Александров          | Город во Владимирской области, Россия | Получил статус города в ходе реформы Екатерины II |
| Владимир             | Город во Владимирской области, Россия |                                                   |
| Вязники              | Город во Владимирской области, Россия | Получил статус города в ходе реформы Екатерины II |
| Гороховец            | Город во Владимирской области, Россия |                                                   |
| Киржач               | Город во Владимирской области, Россия | Получил статус города в ходе реформы Екатерины II |
| Ковров               | Город во Владимирской области, Россия | Получил статус города в ходе реформы Екатерины II |
| Меленки              | Город во Владимирской области, Россия | Получил статус города в ходе реформы Екатерины II |
| Муром                | Город во Владимирской области, Россия |                                                   |
| Переславль-Залесский | Город в Ярославской области, Россия   |                                                   |
| Покров               | Город во Владимирской области, Россия | Получил статус города в ходе реформы Екатерины II |
| Судогда              | Город во Владимирской области, Россия | Получил статус города в ходе реформы Екатерины II |
| Суздаль              | Город во Владимирской области, Россия |                                                   |
| Шуя                  | Город в Ивановской области, Россия    |                                                   |
| Юрьев-Польский       | Город во Владимирской области, Россия |                                                   |

### Вознесенское наместничество
| Город         | Современный статус                       | Примечания                                        |
| ------------- | ---------------------------------------- | ------------------------------------------------- |
| Богополь      | Ныне в черте города Первомайска, Украина | Получил статус города в ходе реформы Екатерины II |
| Вознесенск    | Город на Украине                         | Получил статус города в ходе реформы Екатерины II |
| Еленск        | Ныне Балта. Город на Украине             |                                                   |
| Екатеринополь | Ныне Катеринополь. Пгт на Украине        | Получил статус города в ходе реформы Екатерины II |
| Елисаветград  | Ныне Кропивницкий. Город на Украине      | Получил статус города в ходе реформы Екатерины II |
| Новомиргород  | Город на Украине                         | Получил статус города в ходе реформы Екатерины II |
| Ольгополь     | Село на Украине                          | Получил статус города в ходе реформы Екатерины II |
| Тирасполь     | Столица Приднестровья (де-факто)         | Получил статус города в ходе реформы Екатерины II |
| Умань         | Город на Украине                         | Получил статус города в ходе реформы Екатерины II |
| Херсон        | Город на Украине                         | Получил статус города в ходе реформы Екатерины II |
| Черкассы      | Город на Украине                         |                                                   |
| Чигирин       | Город на Украине                         |                                                   |

### Вологодское наместничество
| Город         | Современный статус                    | Примечания                                        |
| ------------- | ------------------------------------- | ------------------------------------------------- |
| Великий Устюг | Город в Вологодской области, Россия   |                                                   |
| Вельск        | Город в Архангельской области, Россия | Получил статус города в ходе реформы Екатерины II |
| Вологда       | Город в Вологодской области, Россия   |                                                   |
| Грязовец      | Город в Вологодской области, Россия   | Получил статус города в ходе реформы Екатерины II |
| Кадников      | Город в Вологодской области, Россия   | Получил статус города в ходе реформы Екатерины II |
| Красноборск   | Село в Архангельской области, Россия  | Получил статус города в ходе реформы Екатерины II |
| Лальск        | Пгт в Кировской области, Россия       | Получил статус города в ходе реформы Екатерины II |
| Никольск      | Город в Вологодской области, Россия   |                                                   |
| Сольвычегодск | Город в Архангельской области, Россия |                                                   |
| Тотьма        | Город в Вологодской области, Россия   |                                                   |
| Усть-Сысольск | Город в Республике Коми, Россия       | Получил статус города в ходе реформы Екатерины II |
| Яренск        | Село в Архангельской области, Россия  |                                                   |

### Волынское наместничество
| Город              | Современный статус               | Примечания                                        |
| ------------------ | -------------------------------- | ------------------------------------------------- |
| Владимир           | Город на Украине                 |                                                   |
| Домбровица         | Ныне Дубровица. Город на Украине | Получил статус города в ходе реформы Екатерины II |
| Житомир            | Город на Украине                 |                                                   |
| Заслав             | Ныне Изяслав. Город на Украине   |                                                   |
| Ковель             | Город на Украине                 |                                                   |
| Лабунь             | Ныне Новолабунь. Село на Украине | Получил статус города в ходе реформы Екатерины II |
| Луцк               | Город на Украине                 |                                                   |
| Новоград-Волынский | Город на Украине                 | Получил статус города в ходе реформы Екатерины II |
| Овруч              | Город на Украине                 |                                                   |
| Острог             | Город на Украине                 |                                                   |
| Радомысль          | Ныне Радомышль. Город на Украине |                                                   |
| Ровно              | Город на Украине                 |                                                   |
| Чуднов             | Город на Украине                 | Получил статус города в ходе реформы Екатерины II |

### Воронежское наместничество
| Город       | Современный статус                                      | Примечания                                        |
| ----------- | ------------------------------------------------------- | ------------------------------------------------- |
| Беловодск   | Город в Украине                                         | Получил статус города в ходе реформы Екатерины II |
| Бирюч       | Город в Белгородской области, Россия                    | Получил статус города в ходе реформы Екатерины II |
| Бобров      | Город в Воронежской области, Россия                     | Получил статус города в ходе реформы Екатерины II |
| Богучар     | Город в Воронежской области, Россия                     | Получил статус города в ходе реформы Екатерины II |
| Валуйки     | Город в Белгородской области, Россия                    |                                                   |
| Воронеж     | Город в Воронежской области, Россия                     |                                                   |
| Задонск     | Город в Липецкой области, Россия                        | Получил статус города в ходе реформы Екатерины II |
| Землянск    | Село в Воронежской области, Россия                      |                                                   |
| Калитва     | Ныне Старая Калитва. Село в Воронежской области, Россия | Получил статус города в ходе реформы Екатерины II |
| Коротояк    | Село в Воронежской области, Россия                      |                                                   |
| Купянск     | Город на Украине                                        |                                                   |
| Ливенск     | Ныне Ливенка. Село в Белгородской области, Россия       | Получил статус города в ходе реформы Екатерины II |
| Нижнедевицк | Село в Воронежской области, Россия                      |                                                   |
| Острогожск  | Город в Воронежской области, Россия                     |                                                   |
| Павловск    | Город в Воронежской области, Россия                     |                                                   |

### Выборгское наместничество
| Город         | Современный статус                                    | Примечания                                        |
| ------------- | ----------------------------------------------------- | ------------------------------------------------- |
| Вильманстранд | Ныне Лаппеэнранта. Город в Финляндии                  |                                                   |
| Выборг        | Город в Ленинградской области, Россия                 |                                                   |
| Кексгольм     | Ныне Приозерск. Город в Ленинградской области, Россия |                                                   |
| Нейшлот       | Ныне Савонлинна. Город в Финляндии                    |                                                   |
| Сердобль      | Ныне Сортавала. Город в Карелии, Россия               | Получил статус города в ходе реформы Екатерины II |
| Фридрихсгам   | Ныне Хамина. Город в Финляндии                        |                                                   |

### Вятское наместничество
| Город          | Современный статус                             | Примечания                                        |
| -------------- | ---------------------------------------------- | ------------------------------------------------- |
| Вятка          | Ныне Киров. Город в Кировской области, Россия  |                                                   |
| Глазов         | Город в Удмуртии, Россия                       | Получил статус города в ходе реформы Екатерины II |
| Елабуга        | Город в Татарстане, Россия                     | Получил статус города в ходе реформы Екатерины II |
| Кай            | Село в Кировской области, Россия               |                                                   |
| Котельнич      | Город в Кировской области, Россия              | Получил статус города в ходе реформы Екатерины II |
| Малмыж         | Город в Кировской области, Россия              | Получил статус города в ходе реформы Екатерины II |
| Нолинск        | Город в Кировской области, Россия              | Получил статус города в ходе реформы Екатерины II |
| Орлов          | Город в Кировской области, Россия              | Получил статус города в ходе реформы Екатерины II |
| Сарапул        | Город в Удмуртии, Россия                       | Получил статус города в ходе реформы Екатерины II |
| Слободской     | Город в Кировской области, Россия              | Получил статус города в ходе реформы Екатерины II |
| Уржум          | Город в Кировской области, Россия              | Получил статус города в ходе реформы Екатерины II |
| Царёвосанчурск | Ныне Санчурск. Пгт в Кировской области, Россия |                                                   |
| Яранск         | Город в Кировской области, Россия              |                                                   |

### Екатеринославское наместничество
| Город           | Современный статус                       | Примечания                                        |
| --------------- | ---------------------------------------- | ------------------------------------------------- |
| Александрия     | Город на Украине                         | Получил статус города в ходе реформы Екатерины II |
| Алексополь      | Ныне Нехвороща. Пгт на Украине           | Получил статус города в ходе реформы Екатерины II |
| Бахмут          | Город на Украине                         | Получил статус города в ходе реформы Екатерины II |
| Донецк          | Ныне Славяносербск. Пгт в ЛНР (де-факто) | Получил статус города в ходе реформы Екатерины II |
| Екатеринослав   | Ныне Днепр. Город на Украине             | Получил статус города в ходе реформы Екатерины II |
| Константиноград | Ныне Красноград. Город на Украине        | Получил статус города в ходе реформы Екатерины II |
| Кременчуг       | Город на Украине                         | Получил статус города в ходе реформы Екатерины II |
| Мариуполь       | Город в ДНР (де-факто)                   | Получил статус города в ходе реформы Екатерины II |
| Миргород        | Город на Украине                         | Получил статус города в ходе реформы Екатерины II |
| Новомосковск    | Город на Украине                         | Получил статус города в ходе реформы Екатерины II |
| Павлоград       | Город на Украине                         | Получил статус города в ходе реформы Екатерины II |
| Полтава         | Город на Украине                         |                                                   |
| Славянск        | Город на Украине                         | Получил статус города в ходе реформы Екатерины II |
| Хорол           | Город на Украине                         | Получил статус города в ходе реформы Екатерины II |

### Иркутское наместничество
| Город         | Современный статус                                  | Примечания                                        |
| ------------- | --------------------------------------------------- | ------------------------------------------------- |
| Акланск       | Ныне не существует                                  | Получил статус города в ходе реформы Екатерины II |
| Баргузин      | Пгт в Бурятии, Россия                               | Получил статус города в ходе реформы Екатерины II |
| Верхнеудинск  | Ныне Улан-Удэ. Город в Бурятии, Россия              |                                                   |
| Гижигинск     | Ныне не существует                                  | Получил статус города в ходе реформы Екатерины II |
| Доронинск     | Ныне Доронинское. Село в Забайкальском крае, Россия | Получил статус города в ходе реформы Екатерины II |
| Жиганск       | Село в Якутии, Россия                               | Получил статус города в ходе реформы Екатерины II |
| Зашиверск     | Ныне не существует                                  | Получил статус города в ходе реформы Екатерины II |
| Иркутск       | Город в Иркутской области, Россия                   |                                                   |
| Киренск       | Город в Иркутской области, Россия                   |                                                   |
| Нерчинск      | Город в Забайкальском крае, Россия                  |                                                   |
| Нижнекамчатск | Ныне не существует                                  | Получил статус города в ходе реформы Екатерины II |
| Нижнеудинск   | Город в Иркутской области, Россия                   | Получил статус города в ходе реформы Екатерины II |
| Оленск        | Ныне Вилюйск. Город в Якутии, Россия                | Получил статус города в ходе реформы Екатерины II |
| Олёкминск     | Город в Якутии, Россия                              | Получил статус города в ходе реформы Екатерины II |
| Охотск        | Пгт в Хабаровском крае, Россия                      |                                                   |
| Сретенск      | Город в Забайкальском крае, Россия                  | Получил статус города в ходе реформы Екатерины II |
| Якутск        | Город в Якутии, Россия                              |                                                   |

### Кавказское наместничество
| Город         | Современный статус                                       | Примечания                                        |
| ------------- | -------------------------------------------------------- | ------------------------------------------------- |
| Александровск | Ныне Александровское. Село в Ставропольском крае, Россия | Получил статус города в ходе реформы Екатерины II |
| Астрахань     | Город в Астраханской области, Россия                     |                                                   |
| Георгиевск    | Город в Ставропольском крае, Россия                      | Получил статус города в ходе реформы Екатерины II |
| Енотаевск     | Ныне Енотаевка. Село в Астраханской области, Россия      | Получил статус города в ходе реформы Екатерины II |
| Кизляр        | Город в Дагестане, Россия                                |                                                   |
| Красный Яр    | Село в Астраханской области, Россия                      | Получил статус города в ходе реформы Екатерины II |
| Моздок        | Город в Северной Осетии, Россия                          | Получил статус города в ходе реформы Екатерины II |
| Ставрополь    | Город в Ставропольском крае, Россия                      | Получил статус города в ходе реформы Екатерины II |
| Чёрный Яр     | Село в Астраханской области, Россия                      | Получил статус города в ходе реформы Екатерины II |

### Казанское наместничество
| Город          | Современный статус                        | Примечания                                        |
| -------------- | ----------------------------------------- | ------------------------------------------------- |
| Арск           | Город в Татарстане, Россия                |                                                   |
| Казань         | Город в Татарстане, Россия                |                                                   |
| Козьмодемьянск | Город в Марий Эл, Россия                  |                                                   |
| Лаишев         | Город в Татарстане, Россия                |                                                   |
| Мамадыш        | Город в Татарстане, Россия                | Получил статус города в ходе реформы Екатерины II |
| Свияжск        | Село в Татарстане, Россия                 |                                                   |
| Спасск         | Ныне Болгар. Город в Татарстане, Россия   | Получил статус города в ходе реформы Екатерины II |
| Тетюши         | Город в Татарстане, Россия                |                                                   |
| Царевококшайск | Ныне Йошкар-Ола. Город в Марий Эл, Россия |                                                   |
| Цивильск       | Город в Чувашии, Россия                   |                                                   |
| Чебоксары      | Город в Чувашии, Россия                   |                                                   |
| Чистополь      | Город в Татарстане, Россия                | Получил статус города в ходе реформы Екатерины II |
| Ядрин          | Город в Чувашии, Россия                   |                                                   |

### Калужское наместничество
| Город         | Современный статус                             | Примечания                                        |
| ------------- | ---------------------------------------------- | ------------------------------------------------- |
| Боровск       | Город в Калужской области, Россия              |                                                   |
| Жиздра        | Город в Калужской области, Россия              | Получил статус города в ходе реформы Екатерины II |
| Калуга        | Город в Калужской области, Россия              |                                                   |
| Козельск      | Город в Калужской области, Россия              |                                                   |
| Лихвин        | Ныне Чекалин. Город в Тульской области, Россия |                                                   |
| Малоярославец | Город в Калужской области, Россия              |                                                   |
| Медынь        | Город в Калужской области, Россия              | Получил статус города в ходе реформы Екатерины II |
| Мещовск       | Город в Калужской области, Россия              |                                                   |
| Мосальск      | Город в Калужской области, Россия              |                                                   |
| Перемышль     | Село в Калужской области, Россия               |                                                   |
| Серпейск      | Село в Калужской области, Россия               |                                                   |
| Таруса        | Город в Калужской области, Россия              |                                                   |

### Киевское наместничество
| Город      | Современный статус                           | Примечания |
| ---------- | -------------------------------------------- | ---------- |
| Богуслав   | Город на Украине                             |            |
| Васильков  | Город на Украине                             |            |
| Золотоноша | Город на Украине                             |            |
| Канев      | Город на Украине                             |            |
| Киев       | Столица Украины                              |            |
| Козелец    | Пгт на Украине                               |            |
| Корсунь    | Ныне Корсунь-Шевченковский. Город на Украине |            |
| Лубны      | Город на Украине                             |            |
| Остёр      | Город на Украине                             |            |
| Переяслав  | Город на Украине                             |            |
| Пирятин    | Город на Украине                             |            |

### Колыванское наместничество
| Город         | Современный статус                                    | Примечания                                        |
| ------------- | ----------------------------------------------------- | ------------------------------------------------- |
| Бийск         | Город в Алтайском крае, Россия                        | Получил статус города в ходе реформы Екатерины II |
| Колывань      | Ныне Бердск. Город в Новосибирской области, Россия    | Получил статус города в ходе реформы Екатерины II |
| Красноярск    | Город в Красноярском крае, Россия                     |                                                   |
| Кузнецк       | Ныне Новокузнецк. Город в Кемеровской области, Россия |                                                   |
| Семипалатинск | Ныне Семей. Город в Казахстане                        | Получил статус города в ходе реформы Екатерины II |

### Костромское наместничество
| Город              | Современный статус                                  | Примечания                                        |
| ------------------ | --------------------------------------------------- | ------------------------------------------------- |
| Буй                | Город в Костромской области, Россия                 | Получил статус города в ходе реформы Екатерины II |
| Варнавин           | Ныне Варнавино. Пгт в Нижегородской области, Россия | Получил статус города в ходе реформы Екатерины II |
| Ветлуга            | Город в Нижегородской области, Россия               | Получил статус города в ходе реформы Екатерины II |
| Галич              | Город в Костромской области, Россия                 |                                                   |
| Кадый              | Пгт в Костромской области, Россия                   |                                                   |
| Кинешма            | Город в Ивановской области, Россия                  |                                                   |
| Кологрив           | Город в Костромской области, Россия                 | Получил статус города в ходе реформы Екатерины II |
| Кострома           | Город в Костромской области, Россия                 |                                                   |
| Лух                | Пгт в Ивановской области, Россия                    |                                                   |
| Макарьев           | Город в Костромской области, Россия                 | Получил статус города в ходе реформы Екатерины II |
| Нерехта            | Город в Костромской области, Россия                 | Получил статус города в ходе реформы Екатерины II |
| Плёс               | Город в Ивановской области, Россия                  | Получил статус города в ходе реформы Екатерины II |
| Солигалич          | Город в Костромской области, Россия                 |                                                   |
| Чухлома            | Город в Костромской области, Россия                 |                                                   |
| Юрьевец-Повольский | Ныне Юрьевец. Город в Ивановской области, Россия    |                                                   |

### Курляндская губерния
| Город        | Современный статус             | Примечания |
| ------------ | ------------------------------ | ---------- |
| Бауск        | Ныне Бауска. Город в Латвии    |            |
| Виндава      | Ныне Вентспилс. Город в Латвии |            |
| Гасенпот     | Ныне Айзпуте. Город в Латвии   |            |
| Голдинген    | Ныне Кулдига. Город в Латвии   |            |
| Либава       | Ныне Лиепая. Город в Латвии    |            |
| Митава       | Ныне Елгава. Город в Латвии    |            |
| Тукум        | Ныне Тукумс. Город в Латвии    |            |
| Фридрихштадт | Ныне Яунелгава. Город в Латвии |            |
| Якобштадт    | Ныне Екабпилс. Город в Латвии  |            |

### Курское наместничество
| Город        | Современный статус                                | Примечания                                        |
| ------------ | ------------------------------------------------- | ------------------------------------------------- |
| Белгород     | Город в Белгородской области, Россия              |                                                   |
| Богатый      | Ныне Богатое. Село в Белгородской области, Россия | Получил статус города в ходе реформы Екатерины II |
| Дмитриев     | Город в Курской области, Россия                   | Получил статус города в ходе реформы Екатерины II |
| Короча       | Город в Белгородской области, Россия              |                                                   |
| Курск        | Город в Курской области, Россия                   |                                                   |
| Льгов        | Город в Курской области, Россия                   | Получил статус города в ходе реформы Екатерины II |
| Новый Оскол  | Город в Белгородской области, Россия              |                                                   |
| Обоянь       | Город в Курской области, Россия                   |                                                   |
| Путивль      | Город на Украине                                  |                                                   |
| Рыльск       | Город в Курской области, Россия                   |                                                   |
| Старый Оскол | Город в Белгородской области, Россия              |                                                   |
| Суджа        | Город в Курской области, Россия                   | Получил статус города в ходе реформы Екатерины II |
| Тим          | Пгт в Курской области, Россия                     | Получил статус города в ходе реформы Екатерины II |
| Фатеж        | Город в Курской области, Россия                   | Получил статус города в ходе реформы Екатерины II |
| Щигры        | Город в Курской области, Россия                   | Получил статус города в ходе реформы Екатерины II |

### Минское наместничество
| Город     | Современный статус                     | Примечания                                        |
| --------- | -------------------------------------- | ------------------------------------------------- |
| Бобруйск  | Город в Белоруссии                     | Получил статус города в ходе реформы Екатерины II |
| Борисов   | Город в Белоруссии                     |                                                   |
| Вилейка   | Город в Белоруссии                     | Получил статус города в ходе реформы Екатерины II |
| Давыдгрод | Ныне Давид-Городок. Город в Белоруссии |                                                   |
| Дисна     | Город в Белоруссии                     | Получил статус города в ходе реформы Екатерины II |
| Докшицы   | Город в Белоруссии                     | Получил статус города в ходе реформы Екатерины II |
| Игумен    | Ныне Червень. Город в Белоруссии       | Получил статус города в ходе реформы Екатерины II |
| Минск     | Столица Белоруссии                     |                                                   |
| Мозырь    | Город в Белоруссии                     | Получил статус города в ходе реформы Екатерины II |
| Несвиж    | Город в Белоруссии                     | Получил статус города в ходе реформы Екатерины II |
| Пинск     | Город в Белоруссии                     |                                                   |
| Поставы   | Город в Белоруссии                     | Получил статус города в ходе реформы Екатерины II |
| Слуцк     | Город в Белоруссии                     |                                                   |

### Могилёвское наместничество
| Город        | Современный статус                       | Примечания                                        |
| ------------ | ---------------------------------------- | ------------------------------------------------- |
| Бабиновичи   | Агрогородок в Белоруссии                 | Получил статус города в ходе реформы Екатерины II |
| Белица       | Ныне Старая Белица. Деревня в Белоруссии | Получил статус города в ходе реформы Екатерины II |
| Климовичи    | Город в Белоруссии                       | Получил статус города в ходе реформы Екатерины II |
| Копысь       | Пгт в Белоруссии                         | Получил статус города в ходе реформы Екатерины II |
| Мстиславль   | Город в Белоруссии                       |                                                   |
| Могилёв      | Город в Белоруссии                       |                                                   |
| Орша         | Город в Белоруссии                       |                                                   |
| Рогачёв      | Город в Белоруссии                       | Получил статус города в ходе реформы Екатерины II |
| Сенно        | Город в Белоруссии                       | Получил статус города в ходе реформы Екатерины II |
| Старый Быхов | Ныне Быхов. Город в Белоруссии           | Получил статус города в ходе реформы Екатерины II |
| Чаусы        | Город в Белоруссии                       |                                                   |
| Чериков      | Город в Белоруссии                       |                                                   |

### Московская губерния
| Город       | Современный статус                               | Примечания                                        |
| ----------- | ------------------------------------------------ | ------------------------------------------------- |
| Богородск   | Ныне Ногинск. Город в Московской области, Россия | Получил статус города в ходе реформы Екатерины II |
| Бронницы    | Город в Московской области, Россия               | Получил статус города в ходе реформы Екатерины II |
| Верея       | Город в Московской области, Россия               |                                                   |
| Волоколамск | Город в Московской области, Россия               |                                                   |
| Воскресенск | Ныне Истра. Город в Московской области, Россия   | Получил статус города в ходе реформы Екатерины II |
| Дмитров     | Город в Московской области, Россия               |                                                   |
| Звенигород  | Город в Московской области, Россия               |                                                   |
| Клин        | Город в Московской области, Россия               |                                                   |
| Коломна     | Город в Московской области, Россия               |                                                   |
| Можайск     | Город в Московской области, Россия               |                                                   |
| Москва      | Город, столица России                            |                                                   |
| Никитск     | Ныне Колычёво. Село в Московской области, Россия | Получил статус города в ходе реформы Екатерины II |
| Подольск    | Город в Московской области, Россия               | Получил статус города в ходе реформы Екатерины II |
| Руза        | Город в Московской области, Россия               |                                                   |
| Серпухов    | Город в Московской области, Россия               |                                                   |

### Нижегородское наместничество
| Город           | Современный статус                                      | Примечания                                        |
| --------------- | ------------------------------------------------------- | ------------------------------------------------- |
| Ардатов         | Пгт в Нижегородской области, Россия                     | Получил статус города в ходе реформы Екатерины II |
| Арзамас         | Город в Нижегородской области, Россия                   |                                                   |
| Балахна         | Город в Нижегородской области, Россия                   |                                                   |
| Васильсурск     | Пгт в Нижегородской области, Россия                     |                                                   |
| Горбатов        | Город в Нижегородской области, Россия                   | Получил статус города в ходе реформы Екатерины II |
| Княгинин        | Ныне Княгинино. Город в Нижегородской области, Россия   | Получил статус города в ходе реформы Екатерины II |
| Лукоянов        | Город в Нижегородской области, Россия                   | Получил статус города в ходе реформы Екатерины II |
| Макарьев        | Ныне Макарьево. Посёлок в Нижегородской области, Россия | Получил статус города в ходе реформы Екатерины II |
| Нижний Новгород | Город в Нижегородской области, Россия                   |                                                   |
| Перевоз         | Город в Нижегородской области, Россия                   | Получил статус города в ходе реформы Екатерины II |
| Починки         | Село в Нижегородской области, Россия                    | Получил статус города в ходе реформы Екатерины II |
| Семёнов         | Город в Нижегородской области, Россия                   | Получил статус города в ходе реформы Екатерины II |
| Сергач          | Город в Нижегородской области, Россия                   | Получил статус города в ходе реформы Екатерины II |

### Новгород-Северское наместничество
| Город              | Современный статус               | Примечания                                        |
| ------------------ | -------------------------------- | ------------------------------------------------- |
| Глухов             | Город на Украине                 |                                                   |
| Короп              | Пгт на Украине                   |                                                   |
| Кролевец           | Город на Украине                 |                                                   |
| Мглин              | Город в Брянской области, Россия | Получил статус города в ходе реформы Екатерины II |
| Новгород-Северский | Город на Украине                 |                                                   |
| Новое Место        | Село в Брянской области, Россия  | Получил статус города в ходе реформы Екатерины II |
| Погар              | Пгт в Брянской области, Россия   |                                                   |
| Сосница            | Пгт на Украине                   | Получил статус города в ходе реформы Екатерины II |
| Стародуб           | Город в Брянской области, Россия |                                                   |
| Сураж              | Город в Брянской области, Россия | Получил статус города в ходе реформы Екатерины II |

### Новгородское наместничество
| Город        | Современный статус                                          | Примечания                                        |
| ------------ | ----------------------------------------------------------- | ------------------------------------------------- |
| Боровичи     | Город в Новгородской области, Россия                        | Получил статус города в ходе реформы Екатерины II |
| Белозерск    | Город в Вологодской области, Россия                         |                                                   |
| Валдай       | Город в Новгородской области, Россия                        | Получил статус города в ходе реформы Екатерины II |
| Кириллов     | Город в Вологодской области, Россия                         |                                                   |
| Крестцы      | Пгт в Новгородской области, Россия                          | Получил статус города в ходе реформы Екатерины II |
| Новгород     | Ныне Великий Новгород. Город в Новгородской области, Россия |                                                   |
| Старая Русса | Город в Новгородской области, Россия                        |                                                   |
| Тихвин       | Город в Ленинградской области, Россия                       | Получил статус города в ходе реформы Екатерины II |
| Устюжна      | Город в Вологодской области, Россия                         |                                                   |
| Череповец    | Город в Вологодской области, Россия                         | Получил статус города в ходе реформы Екатерины II |

### Олонецкое наместничество
| Город         | Современный статус                    | Примечания                                        |
| ------------- | ------------------------------------- | ------------------------------------------------- |
| Вытегра       | Город в Вологодской области, Россия   | Получил статус города в ходе реформы Екатерины II |
| Каргополь     | Город в Архангельской области, Россия |                                                   |
| Кемь          | Город в Карелии, Россия               | Получил статус города в ходе реформы Екатерины II |
| Лодейное Поле | Город в Ленинградской области, Россия | Получил статус города в ходе реформы Екатерины II |
| Олонец        | Город в Карелии, Россия               |                                                   |
| Петрозаводск  | Город в Карелии, Россия               | Получил статус города в ходе реформы Екатерины II |
| Повенец       | Пгт в Карелии, Россия                 | Получил статус города в ходе реформы Екатерины II |
| Пудож         | Город в Карелии, Россия               | Получил статус города в ходе реформы Екатерины II |

### Орловское наместничество
| Город           | Современный статус                             | Примечания                                        |
| --------------- | ---------------------------------------------- | ------------------------------------------------- |
| Болхов          | Город в Орловской области, Россия              |                                                   |
| Брянск          | Город в Брянской области, Россия               |                                                   |
| Дешкин          | Ныне Дешкино. Село в Орловской области, Россия | Получил статус города в ходе реформы Екатерины II |
| Дмитровск       | Город в Орловской области, Россия              | Получил статус города в ходе реформы Екатерины II |
| Елец            | Город в Липецкой области, Россия               |                                                   |
| Карачев         | Город в Брянской области, Россия               |                                                   |
| Кромы           | Пгт в Орловской области, Россия                |                                                   |
| Ливны           | Город в Орловской области, Россия              |                                                   |
| Малоархангельск | Город в Орловской области, Россия              | Получил статус города в ходе реформы Екатерины II |
| Мценск          | Город в Орловской области, Россия              |                                                   |
| Орёл            | Город в Орловской области, Россия              |                                                   |
| Севск           | Город в Брянской области, Россия               |                                                   |
| Трубчевск       | Город в Брянской области, Россия               |                                                   |

### Пензенское наместничество
| Город          | Современный статус                                 | Примечания                                        |
| -------------- | -------------------------------------------------- | ------------------------------------------------- |
| Верхний Ломов  | Село в Пензенской области, Россия                  |                                                   |
| Городище       | Город в Пензенской области, Россия                 | Получил статус города в ходе реформы Екатерины II |
| Инсар          | Город в Мордовии, Россия                           | Получил статус города в ходе реформы Екатерины II |
| Керенск        | Ныне Вадинск. Село в Пензенской области, Россия    |                                                   |
| Краснослободск | Город в Мордовии, Россия                           |                                                   |
| Мокшан         | Пгт в Пензенской области, Россия                   |                                                   |
| Наровчат       | Село в Пензенской области, Россия                  | Получил статус города в ходе реформы Екатерины II |
| Нижний Ломов   | Город в Пензенской области, Россия                 |                                                   |
| Пенза          | Город в Пензенской области, Россия                 |                                                   |
| Саранск        | Город в Мордовии, Россия                           |                                                   |
| Троицк         | Село в Мордовии, Россия                            | Получил статус города в ходе реформы Екатерины II |
| Чембар         | Ныне Белинский. Город в Пензенской области, Россия | Получил статус города в ходе реформы Екатерины II |
| Шишкеев        | Ныне Шишкеево. Село в Мордовии, Россия             | Получил статус города в ходе реформы Екатерины II |

### Пермское наместничество
| Город        | Современный статус                                 | Примечания                                        |
| ------------ | -------------------------------------------------- | ------------------------------------------------- |
| Алапаевск    | Город в Свердловской области, Россия               | Получил статус города в ходе реформы Екатерины II |
| Верхотурье   | Город в Свердловской области, Россия               |                                                   |
| Далматов     | Ныне Далматово. Город в Курганской области, Россия | Получил статус города в ходе реформы Екатерины II |
| Екатеринбург | Город в Свердловской области, Россия               |                                                   |
| Ирбит        | Город в Свердловской области, Россия               | Получил статус города в ходе реформы Екатерины II |
| Камышлов     | Город в Свердловской области, Россия               | Получил статус города в ходе реформы Екатерины II |
| Красноуфимск | Город в Свердловской области, Россия               | Получил статус города в ходе реформы Екатерины II |
| Кунгур       | Город в Пермском крае, Россия                      | Получил статус города в ходе реформы Екатерины II |
| Обвинск      | Село в Пермском крае, Россия                       | Получил статус города в ходе реформы Екатерины II |
| Оса          | Город в Пермском крае, Россия                      | Получил статус города в ходе реформы Екатерины II |
| Оханск       | Город в Пермском крае, Россия                      | Получил статус города в ходе реформы Екатерины II |
| Пермь        | Город в Пермском крае, Россия                      | Получил статус города в ходе реформы Екатерины II |
| Соликамск    | Город в Пермском крае, Россия                      |                                                   |
| Чердынь      | Город в Пермском крае, Россия                      |                                                   |
| Шадринск     | Город в Курганской области, Россия                 |                                                   |

### Подольское наместничество
| Город             | Современный статус                        | Примечания                                        |
| ----------------- | ----------------------------------------- | ------------------------------------------------- |
| Базалия           | Пгт на Украине                            | Получил статус города в ходе реформы Екатерины II |
| Вербовец          | Село на Украине                           | Получил статус города в ходе реформы Екатерины II |
| Грудек            | Ныне Городок. Город на Украине            | Получил статус города в ходе реформы Екатерины II |
| Дубно             | Город на Украине                          |                                                   |
| Зиньков           | Село на Украине                           |                                                   |
| Каменец           | Ныне Каменец-Подольский. Город на Украине |                                                   |
| Кременец          | Город на Украине                          |                                                   |
| Летичев           | Пгт на Украине                            |                                                   |
| Проскуров         | Ныне Хмельницкий. Город на Украине        |                                                   |
| Староконстантинов | Город на Украине                          |                                                   |
| Ушица             | Ныне Старая Ушица. Пгт на Украине         |                                                   |
| Ямполь            | Пгт на Украине                            |                                                   |

### Полоцкое наместничество
| Город    | Современный статус                    | Примечания                                        |
| -------- | ------------------------------------- | ------------------------------------------------- |
| Велиж    | Город в Смоленской области, Россия    |                                                   |
| Витебск  | Город в Белоруссии                    |                                                   |
| Городок  | Город в Белоруссии                    | Получил статус города в ходе реформы Екатерины II |
| Дрисса   | Ныне Верхнедвинск. Город в Белоруссии | Получил статус города в ходе реформы Екатерины II |
| Дюнабург | Ныне Даугавпилс. Город в Латвии       |                                                   |
| Лепель   | Город в Белоруссии                    |                                                   |
| Люцин    | Ныне Лудза. Город в Латвии            | Получил статус города в ходе реформы Екатерины II |
| Невель   | Город в Псковской области, Россия     | Получил статус города в ходе реформы Екатерины II |
| Полоцк   | Город в Белоруссии                    |                                                   |
| Режица   | Ныне Резекне. Город в Латвии          | Получил статус города в ходе реформы Екатерины II |
| Себеж    | Город в Псковской области, Россия     | Получил статус города в ходе реформы Екатерины II |
| Сураж    | Пгт в Белоруссии                      | Получил статус города в ходе реформы Екатерины II |

### Псковское наместничество
| Город        | Современный статус                   | Примечания                                        |
| ------------ | ------------------------------------ | ------------------------------------------------- |
| Великие Луки | Город в Псковской области, Россия    |                                                   |
| Новоржев     | Город в Псковской области, Россия    | Получил статус города в ходе реформы Екатерины II |
| Опочка       | Город в Псковской области, Россия    |                                                   |
| Остров       | Город в Псковской области, Россия    |                                                   |
| Печоры       | Город в Псковской области, Россия    | Получил статус города в ходе реформы Екатерины II |
| Порхов       | Город в Псковской области, Россия    |                                                   |
| Псков        | Город в Псковской области, Россия    |                                                   |
| Торопец      | Город в Тверской области, Россия     |                                                   |
| Холм         | Город в Новгородской области, Россия |                                                   |

### Ревельское наместничество
| Город           | Современный статус             | Примечания                                        |
| --------------- | ------------------------------ | ------------------------------------------------- |
| Балтийский Порт | Ныне Палдиски. Город в Эстонии | Получил статус города в ходе реформы Екатерины II |
| Везенберг       | Ныне Раквере. Город в Эстонии  |                                                   |
| Вейсенштейн     | Ныне Пайде. Город в Эстонии    |                                                   |
| Габсаль         | Ныне Хаапсалу. Город в Эстонии |                                                   |
| Ревель          | Ныне Таллин. Столица Эстонии   |                                                   |

### Рижское наместничество
| Город     | Современный статус                                       | Примечания                                        |
| --------- | -------------------------------------------------------- | ------------------------------------------------- |
| Аренсбург | Ныне Курессааре. Город в Эстонии                         | Получил статус города в ходе реформы Екатерины II |
| Валк      | Ныне разделён на города Валга в Латвии и Валка в Эстонии |                                                   |
| Венден    | Ныне Цесис. Город в Латвии                               |                                                   |
| Верро     | Ныне Выру. Город в Эстонии                               |                                                   |
| Вольмар   | Ныне Валмиера. Город в Латвии                            |                                                   |
| Дерпт     | Ныне Тарту. Город в Эстонии                              |                                                   |
| Пернов    | Ныне Пярну. Город в Эстонии                              |                                                   |
| Рига      | Столица Латвии                                           |                                                   |
| Феллин    | Ныне Вильянли. Город в Эстонии                           |                                                   |

### Рязанское наместничество
| Город     | Современный статус                                       | Примечания                                        |
| --------- | -------------------------------------------------------- | ------------------------------------------------- |
| Данков    | Город в Липецкой области, Россия                         |                                                   |
| Егорьевск | Город в Московской области, Россия                       | Получил статус города в ходе реформы Екатерины II |
| Зарайск   | Город в Московской области, Россия                       |                                                   |
| Касимов   | Город в Рязанской области, Россия                        |                                                   |
| Михайлов  | Город в Рязанской области, Россия                        |                                                   |
| Пронск    | Пгт в Рязанской области, Россия                          |                                                   |
| Раненбург | Ныне Чаплыгин. Город в Липецкой области, Россия          |                                                   |
| Ряжск     | Город в Рязанской области, Россия                        |                                                   |
| Рязань    | Город в Рязанской области, Россия                        |                                                   |
| Сапожок   | Пгт в Рязанской области, Россия                          |                                                   |
| Скопин    | Город в Рязанской области, Россия                        | Получил статус города в ходе реформы Екатерины II |
| Спасск    | Ныне Спасск-Рязанский. Город в Рязанской области, Россия | Получил статус города в ходе реформы Екатерины II |

### Санкт-Петербургская губерния
| Город           | Современный статус                                    | Примечания                                        |
| --------------- | ----------------------------------------------------- | ------------------------------------------------- |
| Гдов            | Город в Псковской области, Россия                     |                                                   |
| Луга            | Город в Ленинградской области, Россия                 | Получил статус города в ходе реформы Екатерины II |
| Нарва           | Город в Эстонии                                       |                                                   |
| Ораниенбаум     | Ныне в черте Санкт-Петербурга                         | Получил статус города в ходе реформы Екатерины II |
| Новая Ладога    | Город в Ленинградской области, Россия                 |                                                   |
| Рождествен      | Ныне Рождествено. Село в Ленинградской области        | Получил статус города в ходе реформы Екатерины II |
| Санкт-Петербург | Город федерального значения в России                  |                                                   |
| София           | Ныне в черте Санкт-Петербурга                         | Получил статус города в ходе реформы Екатерины II |
| Шлиссельбург    | Город в Ленинградской области, Россия                 |                                                   |
| Ямбург          | Ныне Кингисепп. Город в Ленинградской области, Россия |                                                   |

### Саратовское наместничество
| Город       | Современный статус                                    | Примечания                                        |
| ----------- | ----------------------------------------------------- | ------------------------------------------------- |
| Аткарск     | Город в Саратовской области, Россия                   | Получил статус города в ходе реформы Екатерины II |
| Балашов     | Город в Саратовской области, Россия                   | Получил статус города в ходе реформы Екатерины II |
| Вольск      | Город в Саратовской области, Россия                   | Получил статус города в ходе реформы Екатерины II |
| Камышин     | Город в Волгоградской области, Россия                 |                                                   |
| Кузнецк     | Город в Пензенской области, Россия                    | Получил статус города в ходе реформы Екатерины II |
| Новохопёрск | Город в Воронежской области, Россия                   |                                                   |
| Петровск    | Город в Саратовской области, Россия                   |                                                   |
| Саратов     | Город в Саратовской области, Россия                   |                                                   |
| Сердобск    | Город в Пензенской области, Россия                    | Получил статус города в ходе реформы Екатерины II |
| Хвалынск    | Город в Саратовской области, Россия                   | Получил статус города в ходе реформы Екатерины II |
| Царицын     | Ныне Волгоград. Город в Волгоградской области, Россия |                                                   |

### Симбирское наместничество
| Город      | Современный статус                                  | Примечания                                        |
| ---------- | --------------------------------------------------- | ------------------------------------------------- |
| Алатырь    | Город в Чувашии, Россия                             |                                                   |
| Ардатов    | Город в Мордовии, Россия                            | Получил статус города в ходе реформы Екатерины II |
| Буинск     | Город в Татарстане, Россия                          | Получил статус города в ходе реформы Екатерины II |
| Канадей    | Село в Ульяновской области, Россия                  | Получил статус города в ходе реформы Екатерины II |
| Карсун     | Пгт в Ульяновской области, Россия                   | Получил статус города в ходе реформы Екатерины II |
| Котяков    | Ныне Котяково. Село в Ульяновской области, Россия   | Получил статус города в ходе реформы Екатерины II |
| Курмыш     | Село в Нижегородской области, Россия                |                                                   |
| Самара     | Город в Самарской области, Россия                   |                                                   |
| Сенгилей   | Город в Ульяновской области, Россия                 | Получил статус города в ходе реформы Екатерины II |
| Симбирск   | Ныне Ульяновск. Город в Ульяновской области, Россия |                                                   |
| Ставрополь | Ныне Тольятти. Город в Самарской области, Россия    |                                                   |
| Сызрань    | Город в Самарской области, Россия                   |                                                   |
| Тагай      | Село в Ульяновской области, Россия                  | Получил статус города в ходе реформы Екатерины II |

### Слонимское наместничество
| Город      | Современный статус | Примечания |
| ---------- | ------------------ | ---------- |
| Брест      | Город в Белоруссии |            |
| Волковыск  | Город в Белоруссии |            |
| Гродно     | Город в Белоруссии |            |
| Кобрин     | Город в Белоруссии |            |
| Лида       | Город в Белоруссии |            |
| Новогрудок | Город в Белоруссии |            |
| Пружаны    | Город в Белоруссии |            |
| Слоним     | Город в Белоруссии |            |

### Смоленское наместничество
| Город     | Современный статус                               | Примечания                                        |
| --------- | ------------------------------------------------ | ------------------------------------------------- |
| Белый     | Город в Тверской области, Россия                 |                                                   |
| Вязьма    | Город в Смоленской области, Россия               |                                                   |
| Гжатск    | Город в Смоленской области, Россия               | Получил статус города в ходе реформы Екатерины II |
| Дорогобуж | Город в Смоленской области, Россия               |                                                   |
| Духовщина | Город в Смоленской области, Россия               | Получил статус города в ходе реформы Екатерины II |
| Ельня     | Город в Смоленской области, Россия               | Получил статус города в ходе реформы Екатерины II |
| Красный   | Пгт в Смоленской области, Россия                 | Получил статус города в ходе реформы Екатерины II |
| Поречье   | Ныне Демидов. Город в Смоленской области, Россия | Получил статус города в ходе реформы Екатерины II |
| Рославль  | Город в Смоленской области, Россия               |                                                   |
| Смоленск  | Город в Смоленской области, Россия               |                                                   |
| Сычёвка   | Город в Смоленской области, Россия               | Получил статус города в ходе реформы Екатерины II |
| Юхнов     | Город в Калужской области, Россия                | Получил статус города в ходе реформы Екатерины II |

### Таврическая область
| Город       | Современный статус               | Примечания                                        |
| ----------- | -------------------------------- | ------------------------------------------------- |
| Днепровск   | Ныне Алёшки. Город на Украине    | Получил статус города в ходе реформы Екатерины II |
| Евпатория   | Город в Крыму, Россия (де-факто) |                                                   |
| Мелитополь  | Город на Украине                 | Получил статус города в ходе реформы Екатерины II |
| Перекоп     | Ныне не существует               |                                                   |
| Симферополь | Город в Крыму, Россия (де-факто) | Получил статус города в ходе реформы Екатерины II |
| Феодосия    | Город в Крыму, Россия (де-факто) |                                                   |

### Тамбовское наместничество
| Город        | Современный статус                                 | Примечания                                        |
| ------------ | -------------------------------------------------- | ------------------------------------------------- |
| Борисоглебск | Город в Воронежской области, Россия                |                                                   |
| Елатьма      | Пгт в Рязанской области, Россия                    |                                                   |
| Кадом        | Пгт в Рязанской области, Россия                    |                                                   |
| Кирсанов     | Город в Тамбовской области, Россия                 | Получил статус города в ходе реформы Екатерины II |
| Козлов       | Ныне Мичуринск. Город в Тамбовской области, Россия |                                                   |
| Лебедянь     | Город в Липецкой области, Россия                   |                                                   |
| Липецк       | Город в Липецкой области, Россия                   | Получил статус города в ходе реформы Екатерины II |
| Моршанск     | Город в Тамбовской области, Россия                 | Получил статус города в ходе реформы Екатерины II |
| Спасск       | Город в Пензенской области, Россия                 | Получил статус города в ходе реформы Екатерины II |
| Тамбов       | Город в Тамбовской области, Россия                 |                                                   |
| Темников     | Город в Мордовии, Россия                           |                                                   |
| Усмань       | Город в Липецкой области, Россия                   |                                                   |
| Шацк         | Город в Рязанской области, Россия                  |                                                   |

### Тверское наместничество
| Город          | Современный статус                          | Примечания                                        |
| -------------- | ------------------------------------------- | ------------------------------------------------- |
| Бежецк         | Город в Тверской области, Россия            |                                                   |
| Весьегонск     | Город в Тверской области, Россия            | Получил статус города в ходе реформы Екатерины II |
| Вышний Волочёк | Город в Тверской области, Россия            |                                                   |
| Зубцов         | Город в Тверской области, Россия            |                                                   |
| Калязин        | Город в Тверской области, Россия            | Получил статус города в ходе реформы Екатерины II |
| Кашин          | Город в Тверской области, Россия            |                                                   |
| Корчева        | Затоплен водами Иваньковского водохранилища | Получил статус города в ходе реформы Екатерины II |
| Красный Холм   | Город в Тверской области, Россия            | Получил статус города в ходе реформы Екатерины II |
| Осташков       | Город в Тверской области, Россия            |                                                   |
| Ржев           | Город в Тверской области, Россия            |                                                   |
| Старица        | Город в Тверской области, Россия            |                                                   |
| Тверь          | Город в Тверской области, Россия            |                                                   |
| Торжок         | Город в Тверской области, Россия            |                                                   |

### Тобольское наместничество
| Город      | Современный статус                                       | Примечания                                        |
| ---------- | -------------------------------------------------------- | ------------------------------------------------- |
| Ачинск     | Город в Красноярском крае, Россия                        | Получил статус города в ходе реформы Екатерины II |
| Берёзов    | Ныне Берёзово. Пгт в Ханты-Мансийском АО, Россия         |                                                   |
| Енисейск   | Город в Красноярском крае, Россия                        |                                                   |
| Ишим       | Город в Тюменской области, Россия                        |                                                   |
| Каинск     | Ныне Куйбышев. Город в Новосибирской области, Россия     | Получил статус города в ходе реформы Екатерины II |
| Курган     | Город в Курганской области, Россия                       | Получил статус города в ходе реформы Екатерины II |
| Нарым      | Село в Томской области, Россия                           |                                                   |
| Омск       | Город в Омской области, Россия                           | Получил статус города в ходе реформы Екатерины II |
| Сургут     | Город в Ханты-Мансийском АО, Россия                      |                                                   |
| Тара       | Город в Омской области, Россия                           |                                                   |
| Тобольск   | Город в Тюменской области, Россия                        |                                                   |
| Томск      | Город в Томской области, Россия                          |                                                   |
| Туринск    | Город в Свердловской области, Россия                     |                                                   |
| Туруханск  | Ныне Старотуруханск. Деревня в Красноярском каре, Россия |                                                   |
| Тюмень     | Город в Тюменской области, Россия                        |                                                   |
| Ялуторовск | Город в Тюменской области, Россия                        | Получил статус города в ходе реформы Екатерины II |

### Тульское наместничество
| Город      | Современный статус                 | Примечания                                        |
| ---------- | ---------------------------------- | ------------------------------------------------- |
| Алексин    | Город в Тульской области, Россия   | Получил статус города в ходе реформы Екатерины II |
| Богородицк | Город в Тульской области, Россия   | Получил статус города в ходе реформы Екатерины II |
| Белёв      | Город в Тульской области, Россия   |                                                   |
| Венёв      | Город в Тульской области, Россия   |                                                   |
| Епифань    | Село в Тульской области, Россия    | Получил статус города в ходе реформы Екатерины II |
| Ефремов    | Город в Тульской области, Россия   |                                                   |
| Кашира     | Город в Московской области, Россия |                                                   |
| Крапивна   | Село в Тульской области            | Получил статус города в ходе реформы Екатерины II |
| Новосиль   | Город в Орловской области, Россия  |                                                   |
| Одоев      | Пгт в Тульской области, Россия     |                                                   |
| Тула       | Город в Тульской области, Россия   |                                                   |
| Чернь      | Пгт в Тульской области, Россия     | Получил статус города в ходе реформы Екатерины II |

### Уфимское наместничество
| Город         | Современный статус                   | Примечания                                        |
| ------------- | ------------------------------------ | ------------------------------------------------- |
| Белебей       | Город в Башкортостане, Россия        | Получил статус города в ходе реформы Екатерины II |
| Бирск         | Город в Башкортостане, Россия        |                                                   |
| Бугульма      | Город в Татарстане, Россия           | Получил статус города в ходе реформы Екатерины II |
| Бугуруслан    | Город в Оренбургской области, Россия | Получил статус города в ходе реформы Екатерины II |
| Бузулук       | Город в Оренбургской области, Россия | Получил статус города в ходе реформы Екатерины II |
| Верхнеуральск | Город в Челябинской области, Россия  | Получил статус города в ходе реформы Екатерины II |
| Мензелинск    | Город в Татарстане, Россия           | Получил статус города в ходе реформы Екатерины II |
| Оренбург      | Город в Оренбургской области         |                                                   |
| Сергиевск     | Село в Самарской области, Россия     | Получил статус города в ходе реформы Екатерины II |
| Стерлитамак   | Город в Башкортостане, Россия        | Получил статус города в ходе реформы Екатерины II |
| Троицк        | Город в Челябинской области, Россия  | Получил статус города в ходе реформы Екатерины II |
| Уфа           | Город в Башкортостане, Россия        |                                                   |
| Челябинск     | Город в Челябинской области, Россия  | Получил статус города в ходе реформы Екатерины II |

### Харьковское наместничество
| Город       | Современный статус                  | Примечания                                        |
| ----------- | ----------------------------------- | ------------------------------------------------- |
| Ахтырка     | Город на Украине                    |                                                   |
| Белополье   | Город на Украине                    |                                                   |
| Богодухов   | Город на Украине                    |                                                   |
| Валки       | Город на Украине                    | Получил статус города в ходе реформы Екатерины II |
| Волчанск    | Город на Украине                    | Получил статус города в ходе реформы Екатерины II |
| Золочев     | Пгт на Украине                      | Получил статус города в ходе реформы Екатерины II |
| Изюм        | Город на Украине                    |                                                   |
| Краснокутск | Пгт на Украине                      | Получил статус города в ходе реформы Екатерины II |
| Лебедин     | Город на Украине                    | Получил статус города в ходе реформы Екатерины II |
| Мирополье   | Село на Украине                     |                                                   |
| Недригайлов | Пгт на Украине                      | Получил статус города в ходе реформы Екатерины II |
| Сумы        | Город на Украине                    |                                                   |
| Харьков     | Город на Украине                    |                                                   |
| Хотмыжск    | Село в Белгородской области, Россия |                                                   |
| Чугуев      | Город на Украине                    | Получил статус города в ходе реформы Екатерины II |

### Черниговское наместничество
| Город    | Современный статус | Примечания                                        |
| -------- | ------------------ | ------------------------------------------------- |
| Березна  | Пгт на Украине     | Получил статус города в ходе реформы Екатерины II |
| Борзна   | Города на Украине  | Получил статус города в ходе реформы Екатерины II |
| Гадяч    | Города на Украине  |                                                   |
| Глинск   | Село на Украине    | Получил статус города в ходе реформы Екатерины II |
| Городня  | Город на Украине   | Получил статус города в ходе реформы Екатерины II |
| Конотоп  | Город на Украине   |                                                   |
| Лохвица  | Город на Украине   | Получил статус города в ходе реформы Екатерины II |
| Нежин    | Город на Украине   | Получил статус города в ходе реформы Екатерины II |
| Прилуки  | Город на Украине   |                                                   |
| Речица   | Город в Белоруссии |                                                   |
| Ромны    | Город на Украине   | Получил статус города в ходе реформы Екатерины II |
| Чернигов | Город на Украине   |                                                   |

### Ярославское наместничество
| Город        | Современный статус                                 | Примечания                                        |
| ------------ | -------------------------------------------------- | ------------------------------------------------- |
| Борисоглебск | ныне в черте города Тутаева                        | Получил статус города в ходе реформы Екатерины II |
| Данилов      | Город в Ярославской области, Россия                | Получил статус города в ходе реформы Екатерины II |
| Любим        | Город в Ярославской области, Россия                | Получил статус города в ходе реформы Екатерины II |
| Молога       | Затоплен водами Рыбинского водохранилища           | Получил статус города в ходе реформы Екатерины II |
| Мышкин       | Город в Ярославской области, Россия                | Получил статус города в ходе реформы Екатерины II |
| Петровск     | Ныне Петровское. Пгт в Ярославской области, Россия | Получил статус города в ходе реформы Екатерины II |
| Пошехонье    | Город в Ярославской области, Россия                | Получил статус города в ходе реформы Екатерины II |
| Романов      | Ныне Тутаев. Город в Ярославской области, Россия   |                                                   |
| Ростов       | Город в Ярославской области, Россия                |                                                   |
| Рыбинск      | Город в Ярославской области, Россия                | Получил статус города в ходе реформы Екатерины II |
| Углич        | Город в Ярославской области, Россия                |                                                   |
| Ярославль    | Город в Ярославской области, Россия                |                                                   |